# برایان دلات
برایان دلات (انگلیسی: Brian Delate؛ زادهٔ ۸ آوریل ۱۹۴۹) یک هنرپیشه، و بازیگر سینما اهل ایالات متحده آمریکا است.
از فیلم‌ها یا برنامه‌های تلویزیونی که وی در آن نقش داشته است می‌توان به نمایش ترومن و سربازان بوفالو اشاره کرد.